# گروه آپجی سورندرا
گروه آپجی سورندرا (انگلیسی: Apeejay Surrendra Group) شرکت خوشه‌ای هندی است، که در سال ۱۹۱۰ تأسیس شد.